# Ali Kayalı
Ali Kayalı (n. 29 ianuarie 1965, Bulgaria) este un luptător ce a reprezentat Turcia, medaliat olimpic. A participat la o ediție a Jocurilor Olimpice (1992) în care a câștigat o medalie de bronz.

## Participări
Lista de mai jos prezintă principalele competiții la care a participat Ali Kayalı de-a lungul carierei.
- wrestling at the 1992 Summer Olympics – men's freestyle 100 kg[*]